# SOLAÉ

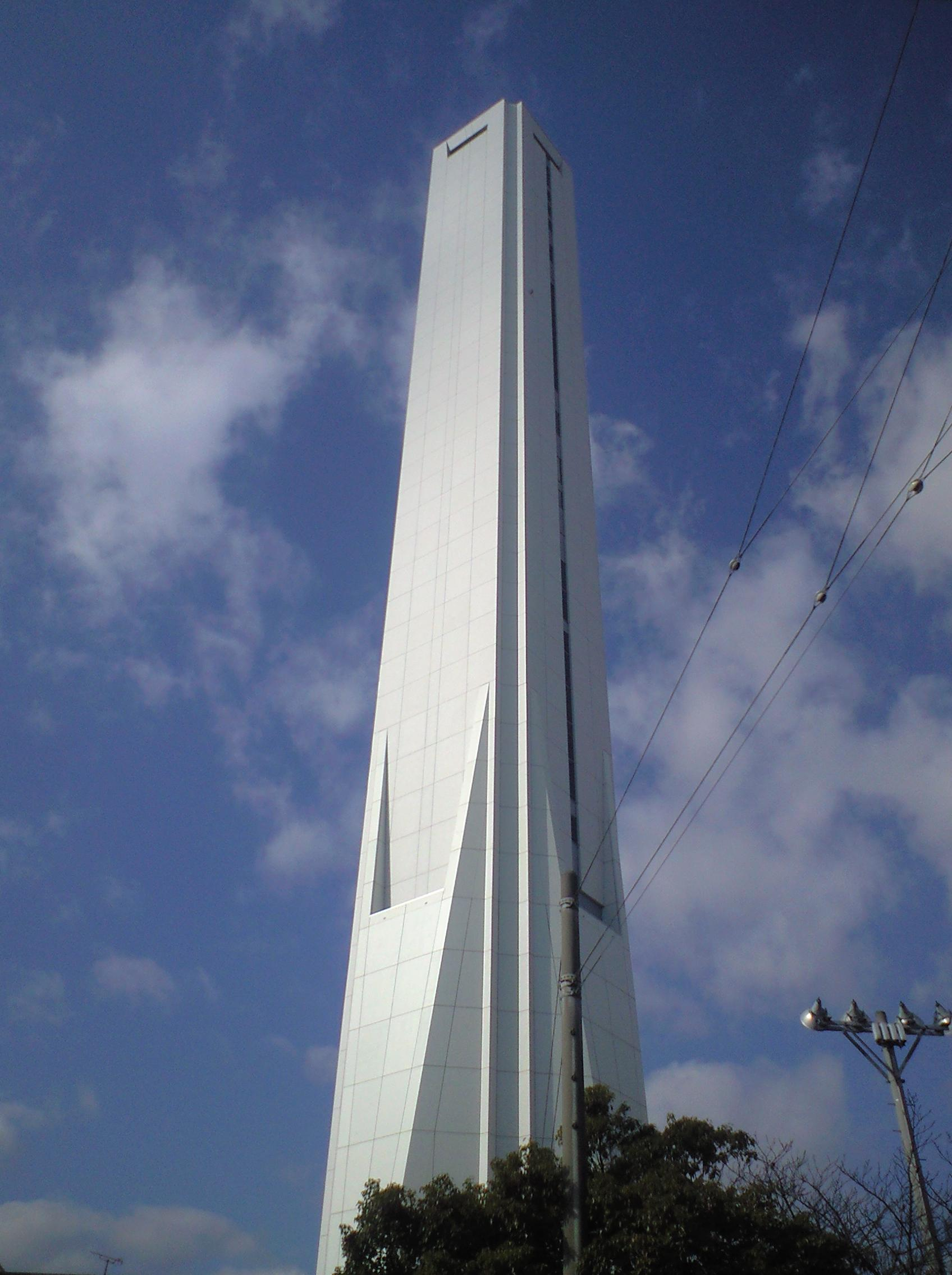
近くから仰ぎ見る

SOLAÉ（ソラエ、国際的表記: Solae , Solae Test Tower, Solae Elevator Testing Tower ）は、日本の愛知県稲沢市に所在する三菱電機ビルソリューションズ稲沢ビルシステム製作所構内にあるエレベーター試験塔である。2005年（平成17年）12月26日着工、2007年（平成19年）9月26日竣工。地上高 173.0 m。
2008年度（平成20年度）の日本建築家協会優秀建築選200選に選定されている。
完成時から2009年（平成21年）までは史上最も背の高いエレベーター試験塔であった。現在（2021年時点）は、世界第10位、日本企業が建てたものとしては第3位、日本国内にあるものとしては第2位という位置付けである（cf. エレベーター試験塔#世界のエレベーター試験塔）。

## 名称
「SOLAÉ（ソラエ）」という名称には、「空へ」向かって伸びる形と、限りない品質追求の思いという、2つの意味が籠められている。また、地上高の「173.0 m」は、地域名の「イナザワ（稲沢）」と数字を語呂合わせした「1 7 3 0」に由来している。

## 特徴
1964年（昭和39年）に設立された三菱電機稲沢製作所の構内に、新たに設けられた。総工費は 50億円。ショールームや試験設備の付属棟を併設している。
地上階は10階建てであるが、40階建ての高層ビルに相当する。
塔の外観は地上部と上部を45度回転させたデザイン。夜間は、高輝度サーチライトでのエッジ部の照射と、最上階でのLEDカラー照明により、ライトアップされている。登場して以来、稲沢市のランドマークとなっている。しかし、他の多くのエレベーター試験塔と同様、あくまで実験棟の一種であり、一般利用を想定して建設されてはおらず、したがって、見学など一般への公開は行われていない。

## ギャラリー

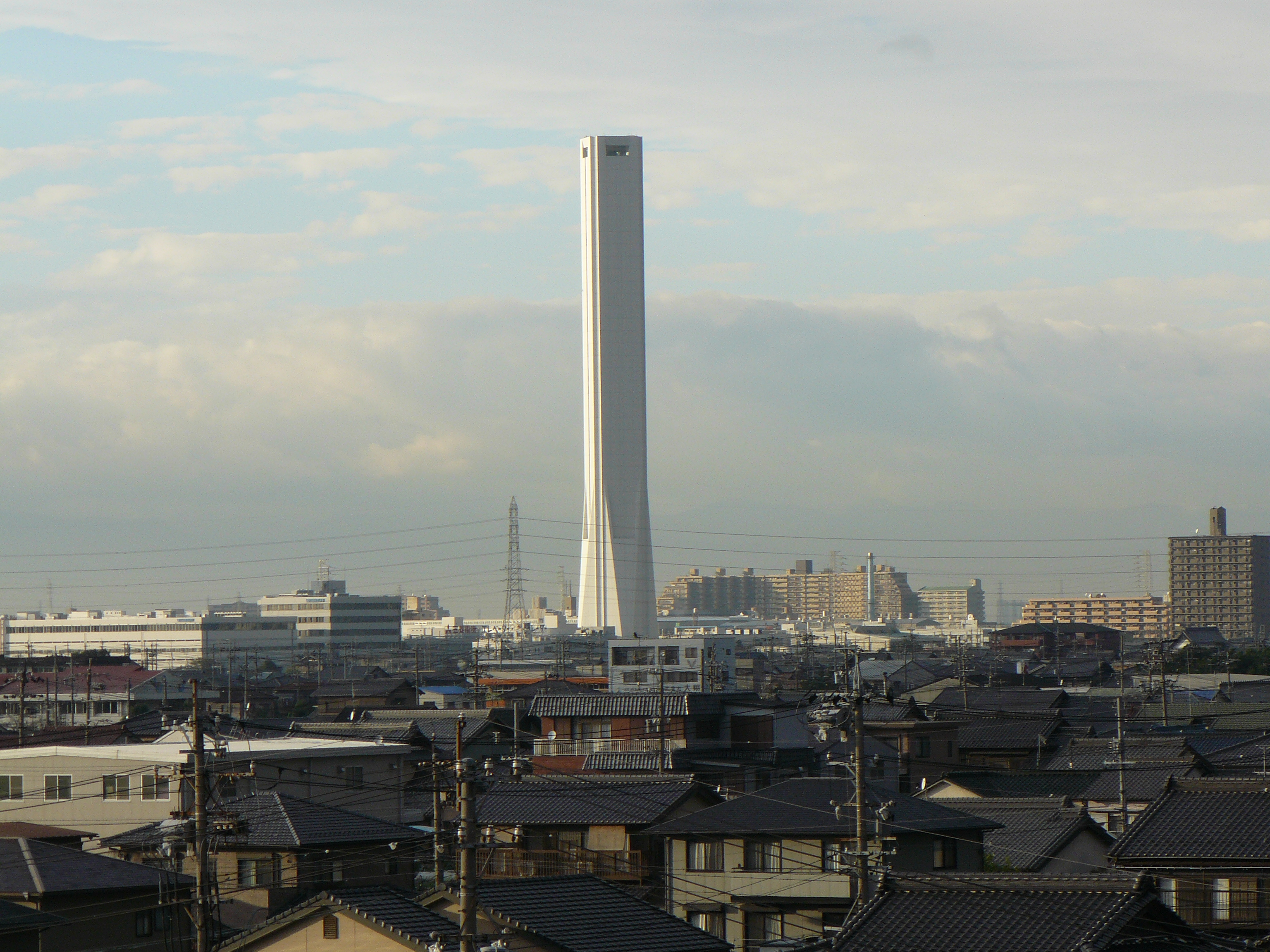
地域に聳えるSOLAÉ （2007年撮影）
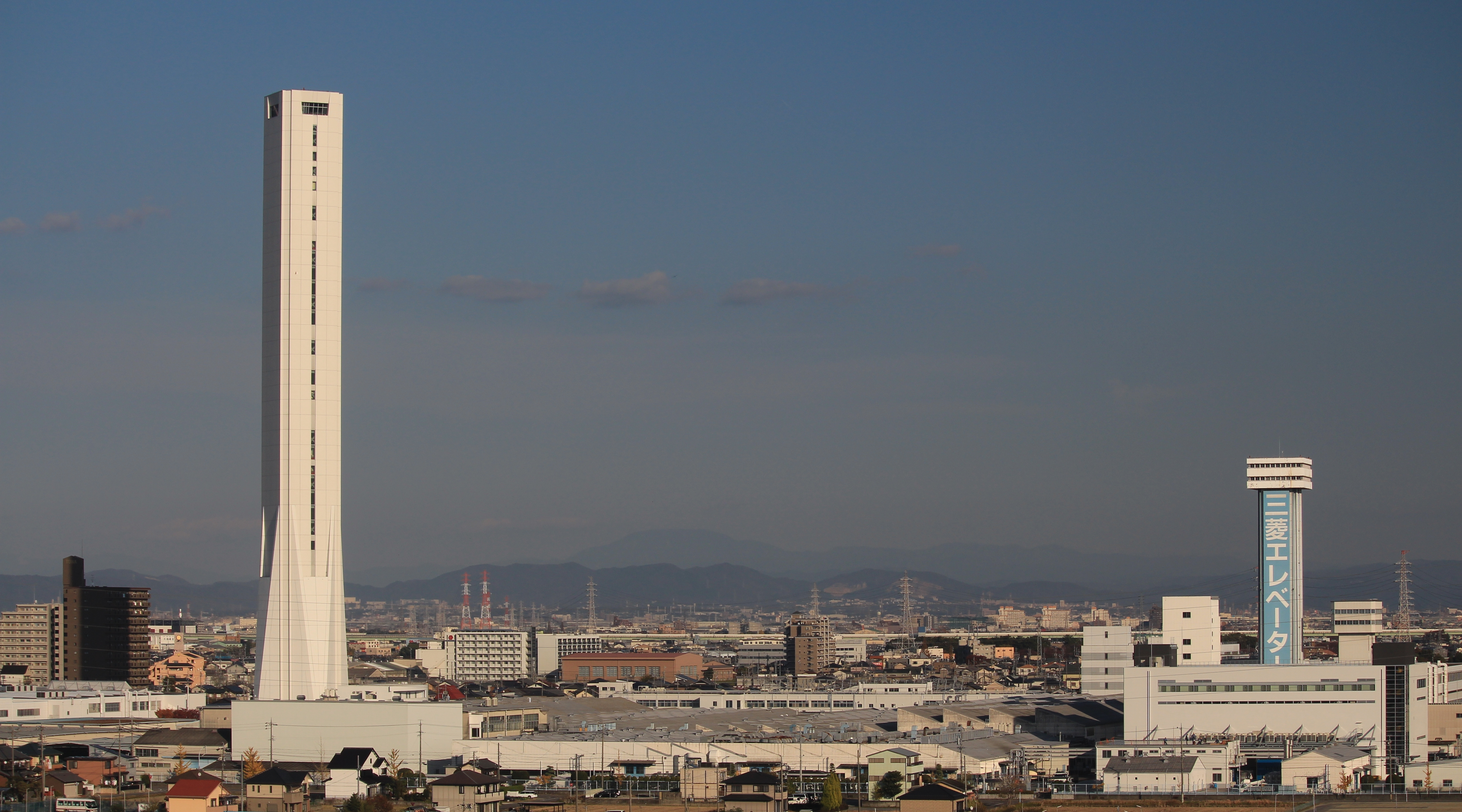
三菱電機稲沢製作所の全景 （2014年撮影）
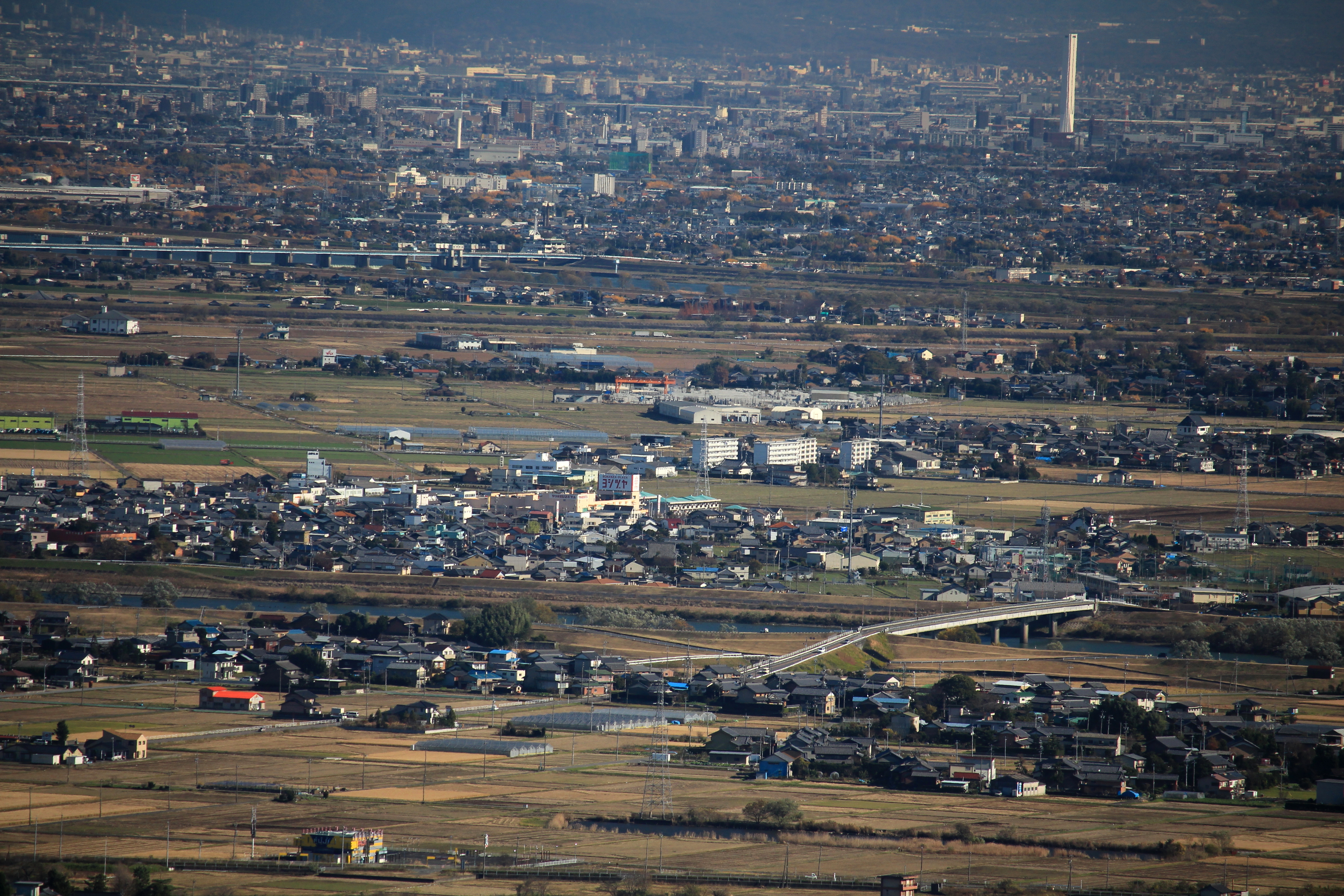
稲沢市と、ランドマークとしてのSOLAÉ（右上）（2014年撮影）